# Robin Geiß

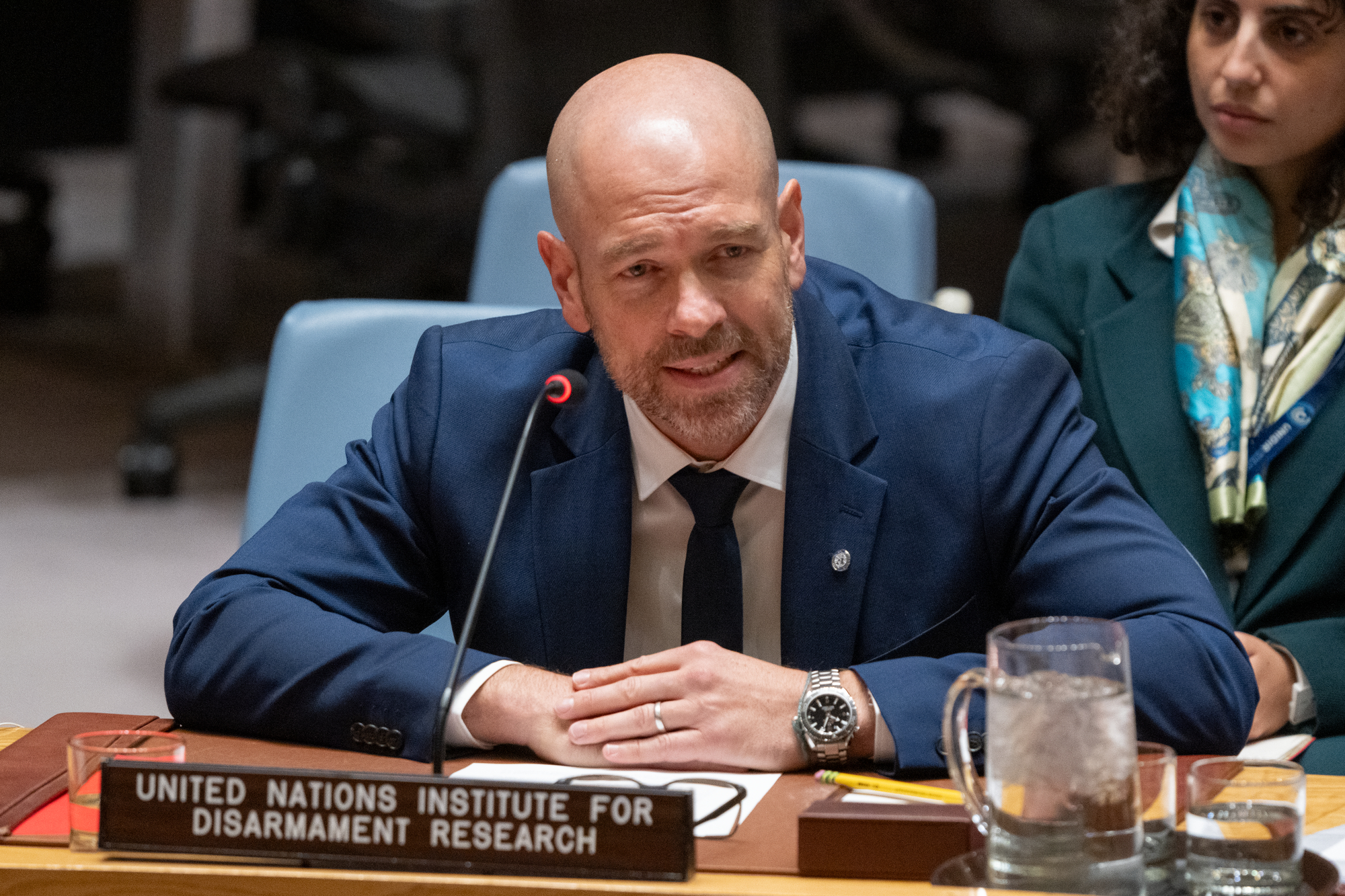
Robin Geiß informiert den UN-Sicherheitsrat (2024)

Robin Geiß (* 8. November 1974) ist ein deutscher Völkerrechtler und Hochschullehrer. 2021 wurde er von UN-Generalsekretär Antonio Guterres zum Leiter des UN-Instituts für Abrüstungsforschung (UNIDIR) in Genf ernannt. Zuvor war er Professor für Internationales Recht und Sicherheit an der Universität Glasgow sowie Inhaber des Schweizer Lehrstuhls für humanitäres Völkerrecht an der Genfer Akademie für humanitäres Völkerrecht und Menschenrechte.

## Leben
Geiß studierte Rechtswissenschaften an der Universität Bielefeld, der University of Edinburgh und der Christian-Albrechts-Universität zu Kiel. Anschließend erwarb er als Stipendiat der Studienstiftung des deutschen Volkes einen Master an der New York University (NYU). 2004 promovierte Geiß mit einer Arbeit zum Thema Failed States am Walther-Schücking-Institut für Internationales Recht.
Geiß war Rechtsberater beim Internationalen Komitee vom Roten Kreuz (IKRK) in Genf und IKRK-Delegierter beim UN-Menschenrechtsrat. Anschließend war er Professor für Völker- und Europarecht an der Universität Potsdam, bevor er 2013 einen Ruf an die Universität Glasgow annahm.
Gastprofessuren hatte Geiß am Paris Center of International Affairs der Sciences Po, der Universität Wien und der Ruhr-Universität Bochum inne. Von 2016 bis 2017 war er Gastwissenschaftler an der Stiftung Wissenschaft und Politik (SWP) in Berlin. 
Von 2013 bis 2017 leitete er ein von der Deutschen Forschungsgemeinschaft finanziertes Projekt über Sicherheitsgovernance in Räumen begrenzter Staatlichkeit innerhalb des Sonderforschungsbereichs 700: „Governance in Räumen begrenzter Staatlichkeit“.
Von 2009 bis 2013 war Geiß Mitglied einer internationalen Expertengruppe, die auf Einladung des NATO Cooperative Cyber Defence Centre of Excellence in Tallinn, Estland das Tallinn Manual on the International Law Applicable to Cyber Warfare verfasste.
Geiß ist Mitglied des Forschungsbeirats der Stiftung Wissenschaft und Politik (SWP), Mitglied des wissenschaftlichen Beirats des vom Rat der EKD unterstützten Konsultationsprozesses „Orientierungswissen zum gerechten Frieden“, Mitglied des Preisrichtergremiums des Francis Lieber Preises der Amerikanischen Gesellschaft für Internationales Recht sowie Mitglied des Fachausschusses Humanitäres Völkerrecht des Deutschen Roten Kreuzes.
Geiß ist verheiratet und hat drei Kinder.

## Positionen
Robin Geiß ist Mitglied der International Gender Champions, die sich für Geschlechtergleichstellung in nationalen und internationalen Organisationen einsetzt.

## Veröffentlichungen (Auswahl)
- Failed States: Die normative Erfassung gescheiterter Staaten, Duncker & Humblot (2005), DOI:10.3790/978-3-428-51615-5
- Völkerrecht im Cyberwar, IPG 2015
- Die völkerrechtliche Dimension autonomer Waffensysteme, Studie, Friedrich-Ebert-Stiftung, Berlin 2015
- Wenn Maschinen Menschen töten, Süddeutsche Zeitung, 7. Juni 2015
- Autonomous Weapons Systems - Law, Ethics, Policy, Cambridge University Press 2016, mit N. Bhuta, C. Kress, S. Beck und H. Liu
- Humanizing the Laws of War: The Red Cross and the Development of International Humanitarian Law, Cambridge University Press (2017), mit A. Zimmermann u. S. Haumer
- The Oxford Handbook of the International Law of Global Security, Oxford University Press (2021), mit N. Melzer
- Protecting Societies - Anchoring a new protection dimension in international law during armed conflict: An agenda for discussion, EJIL: Talk! (2021), mit H. Lahman